# Hylomyscus carillus
Hylomyscus carillus  (Thomas, 1904) è un roditore della famiglia dei Muridi diffuso in Angola.

## Descrizione

### Dimensioni
Roditore di piccole dimensioni, con la lunghezza della testa e del corpo tra 92 e 111 mm, la lunghezza della coda tra 126 e 146 mm, la lunghezza del piede tra 17 e 20 mm e la lunghezza delle orecchie tra 14 e 17 mm.

### Aspetto
La pelliccia è corta, soffice e lanosa. Le parti superiori variano dal fulvo al giallo-brunastro, con la base dei peli grigio scura, mentre le parti inferiori sono biancastre, con la base dei peli grigio scura. I piedi sono simili al dorso, con le dita bianche. La coda è più lunga della testa e del corpo, è marrone sopra, più chiara sotto, rivestita da 17 anelli di scaglie per centimetro e con un piccolo ciuffo all'estremità. Le femmine hanno un paio di mammelle pettorali, un paio post-ascellari e 2 paia inguinali.

## Biologia

### Comportamento
È una specie arboricola e notturna.

## Distribuzione e habitat
Questa specie è diffusa nell'Angola centrale e occidentale.
Vive nelle foreste secche fino a 1.500 metri di altitudine. Si trova anche in zone disturbate.

## Conservazione
La IUCN Red List, considerato che questa specie è abbondante e comune in Angola e priva di reali minacce, classifica H.carillus come specie a rischio minimo (Least Concern).